# Läs och rys: Hårresande historier från spökhotellet
Läs och rys: Hårresande historier från spökhotellet (engelska: Grizzly Tales for Gruesome Kids/Grizzly Tales) är en brittisk bokserie av författaren Jamie Rix. Den första boken gavs ut 1990 i Storbritannien och serien består av 13 böcker. Böckerna blev populära och ledde senare till en tecknad serie som sändes på brittiska ITV mellan år 2000 och 2006. De fyra första böckerna gavs ut 2008 på svenska. 
Böckerna innehåller varnande berättelser om oförskämda barn som dödas, stympas och formas för att lära dem en läxa. De fyra första böckerna i serien ligger till grund för den tecknade versionen. Från år 2007 släpptes nio nya böcker, den här gången baserade på några av episoderna som dök upp i de senare avsnitten av den tecknade tv-serien. Böckerna har jämförts med Roald Dahls barnböcker och den tyska sedelärande barnboken Pelle Snusk. Fyra av böckerna från 2007 års nypremiär översattes senare till svenska av Lena Ollmark.

## Utarbetandet
Jamie Rix bestämde sig för att skriva en barnberättelse efter att han skapat en för att få sin äldste son att äta sin middag. Rix hade varit en komediförfattare och TV-producent för BBC, och var på semester i Frankrike med sin familj. Han hittade på berättelsen om The Spaghetti Man som handlade om en liten pojke som får vredesutbrott vid middagstid, som kidnappas av en osynlig man och tas till en fabrik där han förvandlas till lasagne. Rix fyraårige son åt hädanefter varje måltid utan att tveka, och det inspirerade hans far att ge ut en bok som skulle skrämma barn att bete sig. Som barn brukade Rix suga på tummen så hans mamma bestämde sig för att ge honom en kopia av Pelle Snusk, som gav Rix mardrömmar, så han använde oavsiktligt berättelsen som inspiration. Historien om Spaghetti Man skulle ingå i franchisedebutens Grizzly Tales for Gruesome Kids, som publicerades 1990 av Andre Deutschs självbetitlade förlag. Dess popularitet ledde till tre uppföljare: Ghostly Tales for Ghastly Kids (1992), Fearsome Tales for Fiendish Kids (1996) och More Grizzly Tales for Gruesome Kids (2001); den senare boken släpptes som den första tecknade serien och sändes på CITV. Möjligen på grund av att franchisen ökar i popularitet har de första fyra böckerna återutgivits flera gånger av Puffin och Orion. En mängd olika illustratörer utformade tidigare framsidan, men framgången för CITV tecknade ledde till att framsidan omformades av Honeycomb Animation till att se ut som screencaps av seriefigurer. Efter ett ospecificerat antal år gick böckerna ur tryck.
Sex år senare skapade Rix en ny serie för serien, nu kallad Grizzly Tales: Cautionary Tales for Lovers of Squeam!; åtta böcker publicerades mellan 2007 och 2008, den nionde en sammanställning av 12 tidigare publicerade berättelser från första och andra i varumärket. Denna serie lånade från CITV:s tecknade format genom att imitera inramningen med en karaktär som berättar historier för publiken, medan den tidigare bokserien bara var en samling noveller. Denna nya karaktär var The Night Night Porter, en läskig ägare av ett hotell (som heter The Hot Hell Darkness) som använde vaga anekdoter och ordspråk för att visa läsaren hur de skulle relatera till de berättelser han var på väg att berätta, och skulle öppna sin incheckningsbok där berättelserna har placerats. Efter att ha berättat historierna, skulle han straffa olydiga barn med att tillbringa evigheten i ett av hans hotellrum. Några av böckerna översattes till svenska och katalanska.

## Lista över böcker

### Katalog
| Nummer | Titel                                | Datum för offentliggörande | antal sidor | Publisher               | konstaterar          | ursprungliga ISBN   | övriga ISBN                                              | Källkod |
| ------ | ------------------------------------ | -------------------------- | ----------- | ----------------------- | -------------------- | ------------------- | -------------------------------------------------------- | ------- |
| 1      | Grizzly Tales for Gruesome Kids      | 17 May 1990                | 112         | André Deutsch Limited   | på tryck senast 2010 | ISBN 9780233985312  | - ISBN 9780140345728 (1992) - ISBN 978-0439014465 (2000) | -       |
| 2      | Ghostly Tales for Ghastly Kids       | 14 februari 1992           | 144         | André Deutsch Limited   | på tryck senast 2010 | ISBN 9780590540049  | - ISBN 9780590132428 (1995) - ISBN 9780439014458 (2000)  | -       |
| 3      | Fearsome Tales for Fiendish Kids     | 8 april 1996               | 224         | Hodder Children's Books | på tryck senast 2010 | ISBN 978-0340667354 | ISBN 978-0340640951                                      | -       |
| 4      | More Grizzly Tales for Gruesome Kids | 19 januari 2001            | 304         | Scholastic              | på tryck senast 2010 | ISBN 9780439998185  | n/a                                                      | [ 14 ]  |
| 5      | Nasty Little Beasts                  | 5 april 2007               | 128         | Orion Children's Books  |                      | ISBN 978-1842555491 | [ 15 ]                                                   |         |
| 6      | Gruesome Grown Ups                   | 5 april 2007               | 128         | Orion Children's Books  |                      | ISBN 978-1842555507 | [ 16 ]                                                   |         |
| 7      | The "Me!" Monsters                   | 5 juli 2007                | 128         | Orion Children's Books  |                      | ISBN 978-1842555514 | [ 17 ]                                                   |         |
| 8      | Freaks of Nature                     | 5 juli 2007                | 128         | Orion Children's Books  |                      | ISBN 978-1842555521 | [ 18 ]                                                   |         |
| 9      | Terror Time Toys                     | 7 februari 2008            | 128         | Orion Children's Books  |                      | ISBN 978-1842555538 | [ 19 ]                                                   |         |
| 10     | Blubbers and Sickers                 | 7 februari 2008            | 128         | Orion Children's Books  |                      | ISBN 978-1842555545 | [ 20 ]                                                   |         |
| 11     | The Gnaughty Gnomes of "NO!"         | 1 juli 2008                | 128         | Orion Children's Books  |                      | ISBN 978-1842556474 | [ 21 ]                                                   |         |
| 12     | Superzeroes                          | 1 juli 2008                | 128         | Orion Children's Books  |                      | ISBN 978-1842556481 | [ 22 ]                                                   |         |
| 13     | A Grizzly Dozen                      | 4 juni 2009                | 256         | Orion Children's Books  |                      | ISBN 978-1444000122 | [ 23 ]                                                   |         |

### Översatta böcker
| Svensk titel                           | Engelska titel      | Svenska ISBN       | Engelska ISBN       | Referens |
| -------------------------------------- | ------------------- | ------------------ | ------------------- | -------- |
| Hemska små monster                     | Nasty Little Beasts | ISBN 9789129669190 | ISBN 978-1842555491 | [ 1 ]    |
| Förfärliga föräldrar och vidriga vuxna | Gruesome Grown Ups  | ISBN 9789129669206 | ISBN 978-1842555507 | [ 1 ]    |
| Elaka små egon                         | The "Me!" Monsters  | ISBN 9789129669466 | ISBN 978-1842555514 | [ 1 ]    |
| Miljömonster och planetplundrare       | Freaks of Nature    | ISBN 9789129669473 | ISBN 978-1842555521 | [ 1 ]    |

## Samband med
- Grymma sagor för grymma barn